# جو بوردو
جو بوردو (به انگلیسی: Joe Bordeaux) (زاده ۹ مارس ۱۸۸۶ - درگذشت ۱۰ سپتامبر ۱۹۵۰) یک بازیگر فیلم آمریکایی بود. او در بین سال های ۱۹۱۴ تا ۱۹۴۰، در ۷۳ فیلم ظاهر شد. او در کلرادو به دنیا آمد و در لس آنجلس درگذشت.
از فیلم‌هایی که وی در آن‌ها نقش داشته است، می‌توان به قاچاقچیان ویسکی، مجلس رقص خدمتکاران، اشتباهات همسرش، رومئوی بی‌پروا، انجام داد و انجام نداد، رفتار خودسرانه میبل، وقتی عشق پرواز می‌کند، توله‌سگ شجاع چاقالو، سگ وفادار چاقالو، نفرین میبل، تعمیرکار، برده، خدمتکار آسایشگاه، دانشمند، سرکش و روز مرخصی او اشاره نمود.